# Alain Vubert
Alain Vubert (San Marcos, Haití, 25 de noviembre de 1985) es un futbolista que juega como defensa en el Baltimore SC de la Liga de fútbol de Haití.

## Trayectoria
Toda su trayectoria la jugó en el Baltimore SC debutando en el 2005 y ganando 4 títulos de liga y 2 copas aparte de disputar el Campeonato de Clubes de la CFU en sus ediciones 2006, 2007 y 2012

## Selección nacional
Con la Selección de fútbol de Haití jugó 32 partidos y anotó un gol, disputó el Preolímpico de Concacaf de 2008 a sus apenas 22 años, donde se le recuerda en el partido contra México; puesto que los jugadores del Tri fallaban todos sus remates al arco y en un centro del jugador Santiago Fernández este le cayó en sus pies y se lo llevó corriendo. El comentarista mexico-argentino Christian Martinoli narró la jugada y acto seguido le puso el apodo "El único Haitiano que había en el área" puesto que había 6 jugadores de México y Vubert fue el único de su selección cerca de la zona de la portería.
Participaciones en torneos juveniles
| Torneo                          | Resultado     |
| ------------------------------- | ------------- |
| Preolímpico de Concacaf de 2008 | Primera ronda |

Participaciones en Copa del Caribe
| Torneo                  | Resultado      |
| ----------------------- | -------------- |
| Copa del Caribe de 2007 | Campeón        |
| Copa del Caribe de 2008 | Fase de grupos |

Participaciones en Copa Oro de la Concacaf
| Torneo                          | Resultado      |
| ------------------------------- | -------------- |
| Copa de Oro de la Concacaf 2007 | Fase de grupos |

## Palmarés
- Liga de fútbol de Haití

2004-05(F), 2005-06(O), 2007(O), 2011(C)
- Copa de Haití

2006, 2013